# Aarón Padilla (1942–2020)
Aarón Padilla Gutiérrez (ur. 10 lipca 1942 w mieście Meksyk, zm. 14 czerwca 2020) – meksykański piłkarz występujący na pozycji napastnika. Jego syn Aarón Padilla również był piłkarzem.

## Kariera klubowa
Padilla, obdarzony pseudonimem „Ganso” („Gęś”) ze względu na charakterystyczny sposób biegania, pochodzi ze stołecznego miasta Meksyk i jest wychowankiem tamtejszego klubu Pumas UNAM. Do seniorskiej drużyny, będącej w sezonie 1962/1963 absolutnym beniaminkiem pierwszej ligi, został włączony jako dwudziestolatek i w meksykańskiej Primera División zadebiutował 2 września 1962 w spotkaniu z Tolucą. Niebawem wywalczył sobie pewne miejsce w wyjściowej jedenastce zespołu, a w sezonie 1967/1968 zdobył z nim tytuł wicemistrza Meksyku. Ogółem barwy Pumas reprezentował przez dziesięć lat, zdobywając 39 bramek w lidze meksykańskiej, po czym odszedł do innej ekipy ze stolicy, Atlante FC, gdzie bez większych sukcesów występował przez kolejny rok. W połowie 1973 roku podpisał umowę z Tiburones Rojos de Veracruz, gdzie również spędził dwanaście miesięcy, nie odnosząc poważniejszych osiągnięć. W późniejszym czasie powrócił do swojego macierzystego Pumas, w którego barwach w sezonie 1974/1975 wywalczył jedyny w historii klubu puchar kraju – Copa México, a bezpośrednio po tym zakończył profesjonalną karierę piłkarską w wieku 33 lat.
W 1975 roku Padilla ukończył kurs trenerski, a w późniejszym czasie był członkiem zarządu klubów Atlante FC z miasta Meksyk oraz Toros Neza z Nezahualcóyotl. W latach 1992–2002 pracował w Meksykańskim Związku Piłki Nożnej jako prezes komisji dyscyplinarnej, natomiast w latach 2003–2006 pełnił funkcję prezydenta drużyny Pumas UNAM, w której występował również jako piłkarz. W latach 2006–2012 ponownie był zatrudniony w Meksykańskim Związku Piłki Nożnej, tym razem jako prezes komisji sędziowskiej.

## Kariera reprezentacyjna
W 1962 roku Padilla znalazł się w składzie młodzieżowej reprezentacji Meksyku na młodzieżowe mistrzostwa Ameryki Północnej w Panamie. Jego drużyna narodowa w pierwszej rundzie zanotowała wówczas trzy zwycięstwa i remis, dzięki czemu z pierwszego miejsca awansowała do rundy finałowej. Tam z kolei w trzech spotkaniach odniosła zwycięstwo i dwa remisy, dzięki czemu triumfowała w rozgrywkach.
W pierwszej reprezentacji Meksyku Padilla zadebiutował za kadencji selekcjonera Ignacio Trellesa, 28 lutego 1965 w wygranym 1:0 meczu z Salwadorem wchodzącym w skład eliminacji do mistrzostw świata 1966. W tym samym roku został powołany na mistrzostwa CONCACAF, podczas których rozegrał trzy spotkania, zaś jego kadra ostatecznie triumfowała w tych rozgrywkach. Premierowego gola w drużynie narodowej strzelił 3 maja 1965 w wygranej 3:2 konfrontacji z Jamajką w ramach udanych ostatecznie eliminacji do mistrzostw świata 1966; w tych samych rozgrywkach zdobył jeszcze jedną bramkę w rewanżu z tym samym rywalem (8:0). W 1966 roku znalazł się w składzie na mistrzostwa świata w Anglii, gdzie pełnił funkcję podstawowego zawodnika swojej reprezentacji, występując we wszystkich meczach od pierwszej do ostatniej minuty: z Francją (1:1), Anglią (0:2) i Urugwajem (0:0). Meksykanie zajęli wówczas trzecie miejsce w grupie i nie awansowali do fazy pucharowej mundialu.
W 1970 roku szkoleniowiec Raúl Cárdenas powołał Padillę na mistrzostwa świata w Meksyku. Tam, podobnie jak przed czterema laty, był on jednym z ważniejszych zawodników meksykańskiej reprezentacji i rozegrał trzy z czterech meczów: w fazie grupowej z Salwadorem (4:0) i Belgią (1:0), a także w ćwierćfinale z Włochami (1:4). Jego zespół, pełniący wówczas rolę gospodarzy, po raz pierwszy w historii na mistrzostwach świata zdołał wyjść z grupy, w której zajął drugie miejsce, lecz odpadł z mundialu zaraz potem, w ćwierćfinale. Ogółem w barwach narodowych rozegrał 53 spotkania, w których ośmiokrotnie wpisywał się na listę strzelców.